# خارج التغطية (فلم)
خارج التغطية فيلم سينيمائي سوري للمخرج السوري عبد اللطيف عبد الحميد.

## أحداثه[1]
تدور أحداثه في دمشق، حيث يجد بطل الفيلم نفسه مسؤولا عن أسرتين: أسرته وأسرة صديقه السجين منذ عشر سنوات. ومع تقدم أحداث الفلم تتعقد العلاقات بينه وبين الاسرتين، قبل أن يفرج عن صديقه من السجن.
تمت إدارة الإخراج بأسلوب واقعي تشوبه لمسة شاعرية حزينة، ويتحدث الفيلم عن حياة الإنسان في بلد ما من بلدان العالم الثالث ويركز على المعاناة من كافة النواحي، الحرمان والحرية ويعرض أنواعا ونماذج تعاني من ذلك في جو من خارج التغطية.
يعلق الفلم بدءاً من عنوانه على ثقافة الهاتف المحمول، إذ يبدو وهو مغلق، أو «خارج التغطية»، أخطر منه وهو «مفتوح»
خرج في هذا الفيلم من نمط اللهجة المحلية التي اعتمد عليها في معظم أفلامه الأولى

## حبكة الفيلم
مواجهة بطل الفيلم لشيطانه في اختيارات صعبة وملحة بين اختياره لعائلته وابنه وصديقه أو لقلبه الذي تعلق بزوجة صديقه .

## الكادر
- إخراج: عبد اللطيف عبد الحميد
- تأليف: عبد اللطيف عبد الحميد
- الأغاني: أغاني فيروز وعبد الحليم حافظ

بطولة:
- فايز قزق
- فدوى سليمان
- صبا مبارك

تمثيل:
محمد قنوع، وسيروكي أوكازاكي، ونضال سيجري
ضيفة الشرف
- يارا صبري

## مشاركات
- عرض هذا الفيلم خلال مهرجان روتردام السينمائي في دورته 2008،
- وفاز بالجائزة الكبرى لمهرجان وهران السينمائي بالجزائر لعام 2008،

## وصلات خارجية
- مقالات تستعمل روابط فنية بلا صلة مع ويكي بيانات